# Amphipoea castaneo-albo
Amphipoea castaneo-albo är en fjärilsart som beskrevs av Burrows. Amphipoea castaneo-albo ingår i släktet Amphipoea och familjen nattflyn. Inga underarter finns listade i Catalogue of Life.